# Sandarium

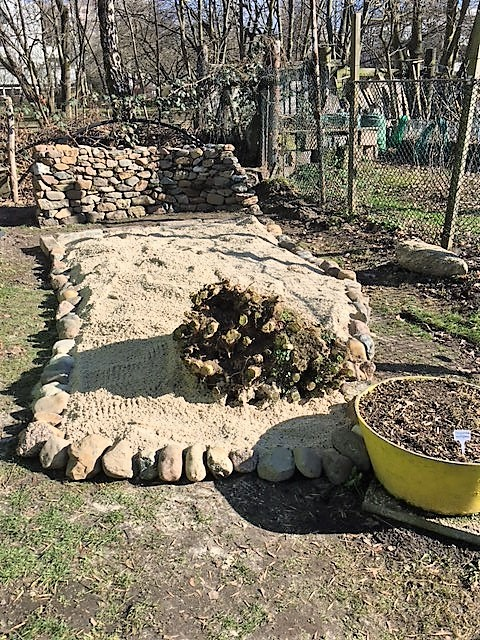
Trockenmauer und Sandarium im Werkhof des Lichtenrader Volksparks im März 2021

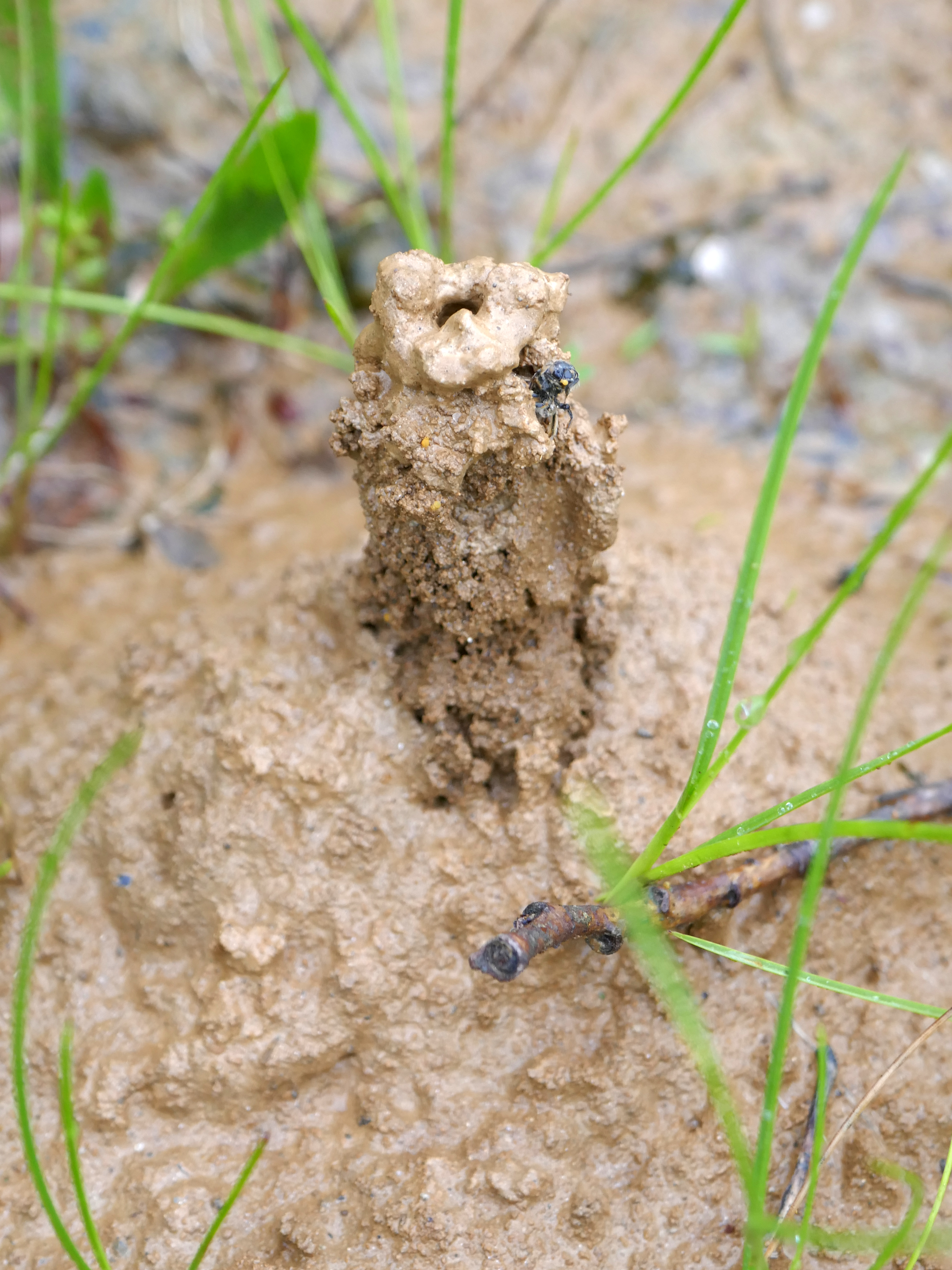
Erdbienen-Nest

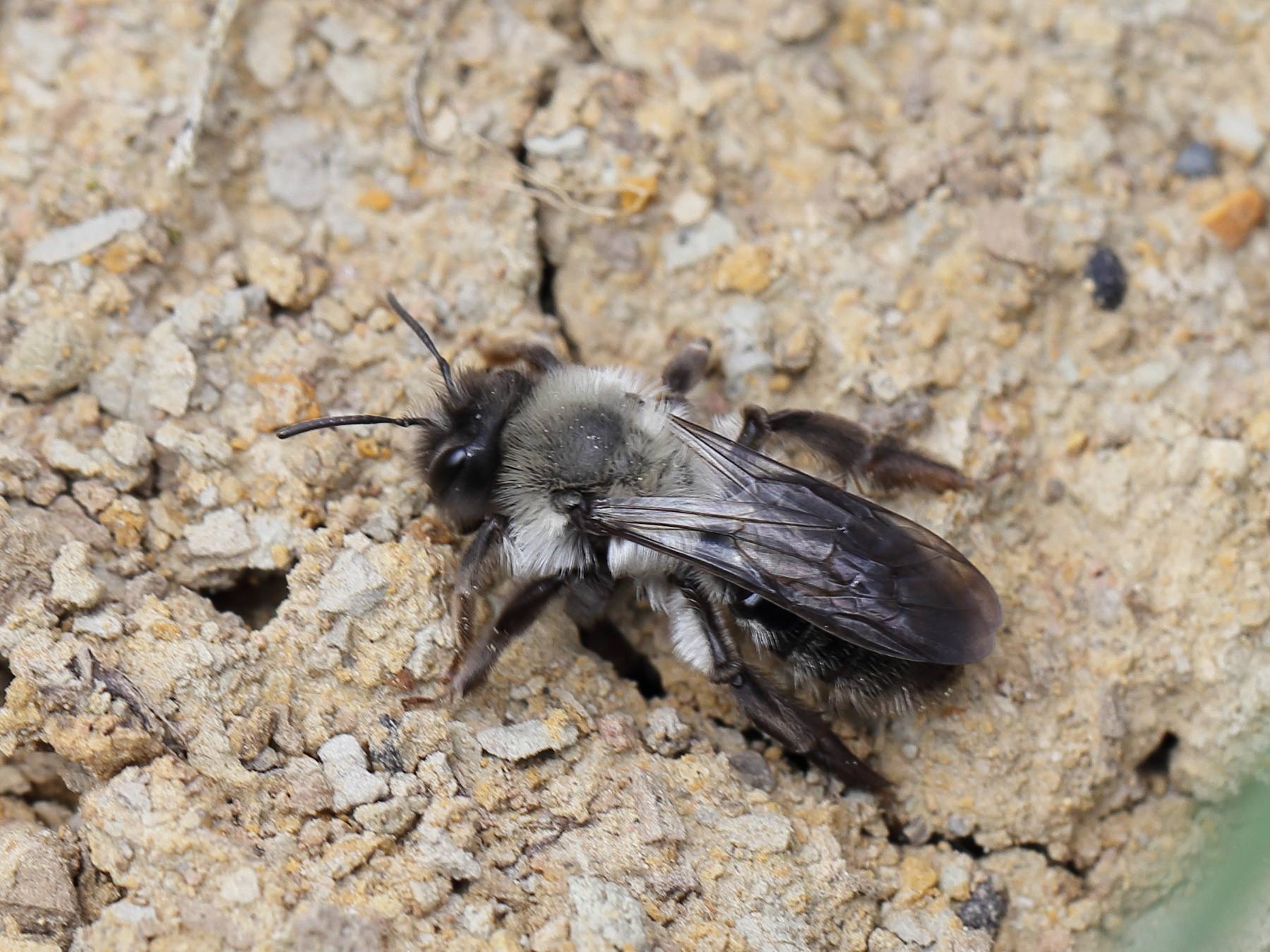
Weibliche Weiden-Sandbiene

Sandarium bezeichnet einen künstlich angelegten Nistbereich für erdbewohnende Insekten, insbesondere Hautflügler wie Wildbienen und besteht überwiegend aus ungewaschenem Sand. Eine Variante des Sandariums ist die künstliche Lehmwand, die auch häufig in selbstgebauten Wildbienenhotels integriert ist.
Rund 75 % der etwa 550 in Deutschland vorkommenden Wildbienenarten nisten im Erdboden und nehmen die mit Bohrungen versehenen Holzblöcke, Papp- oder Bambusröhrchen klassischer Insektenhotels deshalb nicht an. Verschiedene Bodenarten fördern das Vorkommen jeweils anderer Wildbienen, da sie unterschiedliche Materialien zum Nestbau benutzen.

## Anlegen eines Sandariums
Ein Sandarium sollte eine Mindestgröße von etwa 40 × 40 cm und eine Tiefe von mindestens 40 cm haben und an einem vollsonnigen Platz gebaut werden. Nach dem Ausheben der Grube, kann bei wenig durchlässigen Böden noch eine Drainageschicht aus Kies oder Tonscherben eingebracht werden, anschließend wird das Sandarium mit Sand aufgefüllt. Als Material sollte hierzu ungewaschener Sand mit Lehmanteil verwendet werden. Spielsand ist für die Anlage eines Sandarium ungeeignet, da er gewaschen ist und keine Feinanteile mehr enthält, damit würden die Brutröhren direkt wieder einstürzen. Alternativ kann das Sandarium auch erhöht in Form eines Hochbeetes, zum Beispiel mit einer umgebenden Trockenmauer, angelegt werden.
Der Sandariumsbereich sollte nicht oder nur spärlich bepflanzt werden, um eine gute Besonnung der Fläche sicherzustellen. Totholz im Umfeld des Sandariums bietet den Wildbienen Material zum Verschließen ihrer Brutröhren und geeignete heimische Wildpflanzen den nötigen Pollen zum Versorgen der Brut.

## Pflege eines Sandariums
Die notwendige Pflege beschränkt sich auf das Freihalten der Oberfläche von Bewuchs. Dabei sollten etwaige aufgegangene Pflanzen einzeln aus dem Sand gezogen werden, um eine flächige Störung der Oberfläche zu vermeiden. Sollten Katzen das Sandarium als Katzenklo verwenden, können aufgelegte Brombeer-Ranken oder Rosenschnitt Abhilfe schaffen.

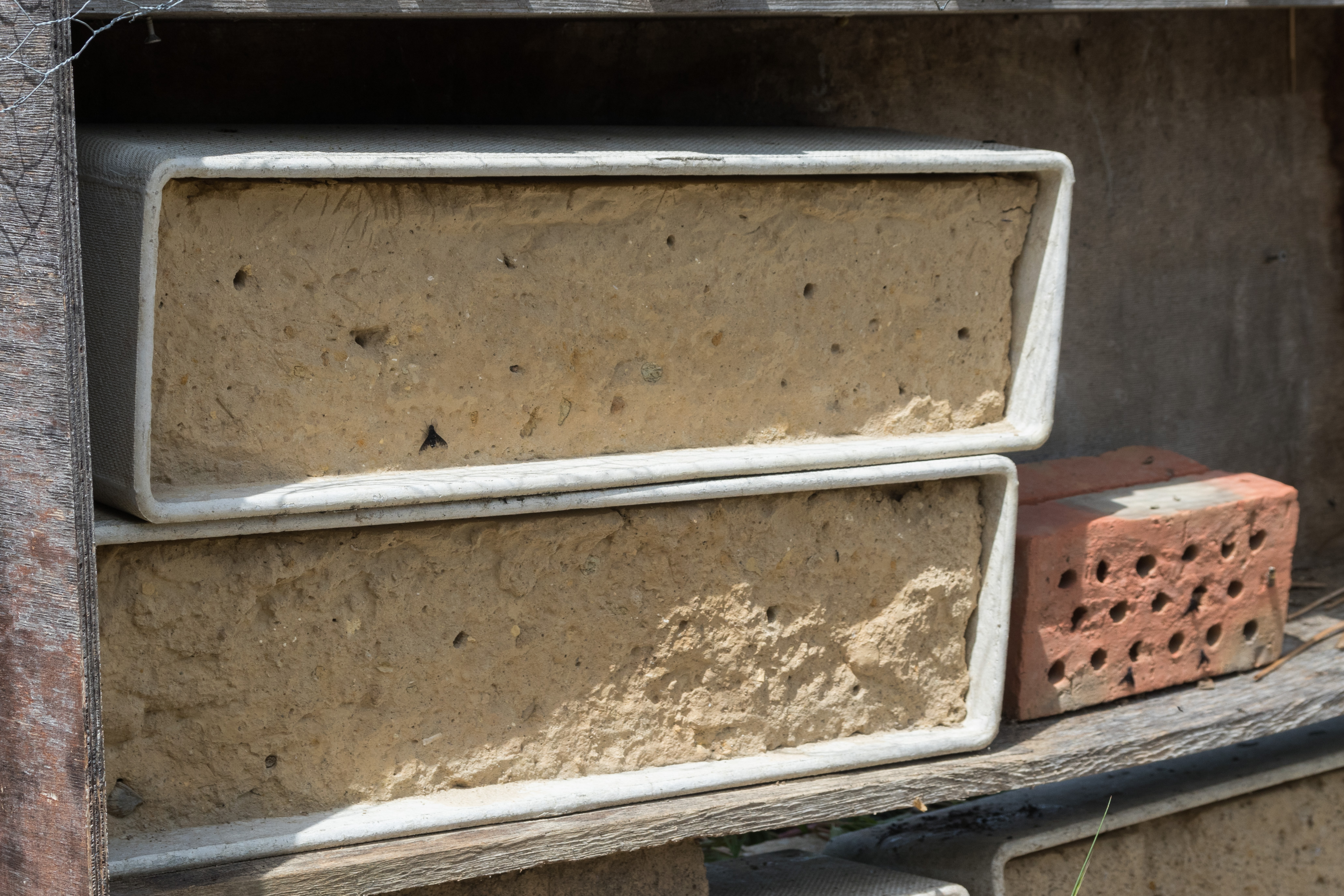
Künstliche Lehm-Lösswand in Faserzementbalkonkästen als Nisthilfe für Wildbienen

## Bau einer künstlichen Lehmwand
Für Wildbienen, die ihre Nester in senkrechte Lehmwände zum Beispiel an Hohlwegen oder Uferböschungen graben, kann eine künstliche Lehm- oder Lösswand errichtet werden. Hierzu wird zum Beispiel eine Konservendose, eine Kiste oder ein stabiler Balkonkasten mit einer 1:1 Mischung aus Sand und Lehm gefüllt und nach dem Trocknen aufrecht an einem regengeschützten Ort zur Sonne ausgerichtet aufgestellt. Es können noch kurze Löcher mit ca. 5–8 mm Durchmesser und 1–2 cm Länge in die künstliche Lehmwand gebohrt werden, um grabende Wildbienen anzulocken und den Weibchen einen geschützten Raum für das Weitergraben zu bieten. Die künstliche Lehmwand kann durch ihre vertikale Anbringung auch in andere künstliche Nisthilfen für Wildbienen (sogenannte Wildbienenhotels) integriert werden.